# متحف سانت فاغنز الوطني للتاريخ
متحف سانت فاغنز الوطني للتاريخ أو متحف الحياة الويلزية (بالإنجليزية: St Fagans National History Museum, بالويلزية: Amgueddfa Werin Cymru) هو متحف مكشوف يقع في قرية سانت فاغنز في كارديف عاصمة ويلز يؤرخ أسلوب الحياة القديم والثقافة ونمط العمارة للشعب الويلزي. هذا المتحف هو جزء من شبكة أوسع من المتحف الويلزية الوطنية.
يتألف المتحف من أربعين مبنى معاد بناؤه من مواقع مختلفة في ويلز، مُشادة على الأراضي المحيطة بقصر سانت فاغنز، وهو قصر إليزابيثي مُدرج من الدرجة الأولى. في عام 2011 صنفت مجلة ويتش (بالإنجليزية: ?Which) المتحف على أنه عامل الجذب المفضل للزوار في المملكة المتحدة.
تم الانتهاء من تجديد استمر ست سنوات قيمته 30 مليون جنيه إسترليني في عام 2018 وحصل المتحف على لقب متحف Art Fund للعام في عام 2019.

## التاريخ
تأسس المتحف عام 1946 بتبرع من إيرل بليموث بالقلعة والأراضي، وفُتحت أبوابه للجمهور عام 1948 تحت اسم متحف ويلز الشعبي. ظل اسم المتحف باللغة الويلزية دون تغيير حتى الآن، في حين تغير الاسم الإنجليزي للمتحف إلى متحف الحياة الويلزية، وبعد ذلك إلى متحف سانت فاغنز الوطني للتاريخ، ومن ثم مرة أخرى إلى اسمه الحالي.
بناءً على فكرة إيورويرث بيت، صُمِم المتحف على طراز متحف سكانسن المفتوح، والذي يقع في ستوكهولم عاصمة السويد. بُنيت معظم الهياكل التي أُعيد تشييدها في سكانسن من الخشب، وبالتالي يمكن تفكيكها وإعادة تجميعها بسهولة، إلا أن معظم المباني في ويلز مصنوعة من الحجارة، ما جعل تطبيق الفكرة أكثر صعوبة.

### التجديد عام 2017
افتُتح مبنى استقبال رئيسي أعيد تطويره في يوليو 2017، كما تم الانتهاء من إعادة تطوير الموقع، التي استمرت ست سنوات بتكلفة 30 مليون جنيه إسترليني بتمويل من عدد من المصادر، لا سيما الحكومة الويلزية واليانصيب الوطني، في أكتوبر من عام 2018.
أضاف مشروع إعادة التطوير العديد من المزايا للمتحف، بما في ذلك ثلاث صالات عرض جديدة تعرض تاريخ ويلز، وتحسينات للعديد من المباني، بالإضافة إلى تجديد مبنى المدخل الرئيسي وإنشاء مطعم جديد ومنطقة لعب ومساحات للتعلم. يتميز مبنى جويثدي الجديد، والذي يعني اسمه «ورشة العمل» بالويلزية، باحتوائه على أدوات من العصر الحجري.
في يونيو 2019 حصل متحف سانت فاغنز على لقب متحف Art Fund للعام في عام 2019، حيث تم الإشادة على «الخيال الاستثنائي والابتكار والإنجاز» للمنشأة.

## المباني والمعروضات

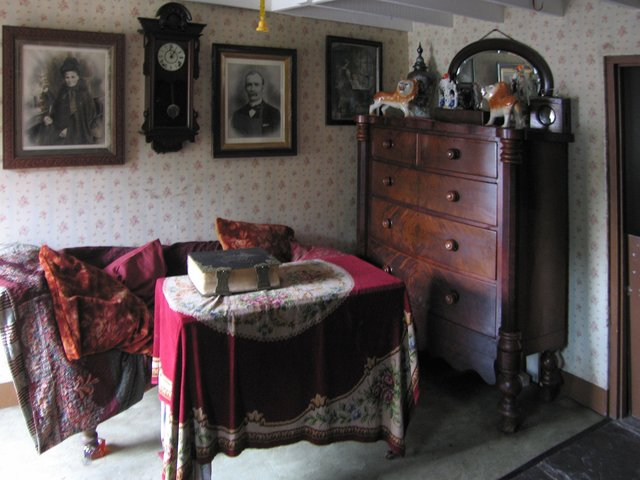
التصميم الداخلي لمنزل من أواخر القرن التاسع عشر (أكواخ حدّادي ريدكار)

يتألف متحف سانت فاغنز من أكثر من أربعين مبنى تمثل العمارة في ويلز، بما في ذلك كنيسة صغيرة، ومدرسة قروية، ومأصر، وساحة لمصارعة الديوك، وحظيرة للخنازير، ومدبغة.
يضم المتحف معروضات تصور الحرف اليدوية التقليدية، مثل الحدادة، وصناعة الفخار والنسيج، وطحن الحبوب، وصناعة القباقيب. يشتمل جزء من موقع المتحف على مزرعة صغيرة، حيث تُربى سلالات الماشية المحلية الويلزية، كما تتوفر بعض منتجات مخبز المتحف ومطاحن الحبوب للبيع.
افتتح روان ويليامز، رئيس أساقفة كانتربري، كنيسة شانت تيلو الأبرشية القروسطية، التي كانت موجودة سابقًا في لانديلو تاليبونت في غرب غلامورجان، في أكتوبر 2007، والتي ما زالت تستخدم مكاناً للعبادة في عيد الميلاد المجيد، وعيد الفصح، وعيد الشكر. أحدث مبنى يضاف إلى مجموعة المتحف كان منزل على الطراز التيودوري لتاجر من هافرفوردويست، افتُتح في عام 2012. تتضمن الخطط المستقبلية نقل منزل فولكان التاريخي من نيوتاون في كارديف.
على الرغم من أن الهدف الأساسي للمتحف كان الحفاظ على جوانب الحياة الريفية الويلزية، إلا أنه يضم الآن العديد من المباني التي تصور حياة العمل الصناعية التي تلت ذلك، والتي كانت شبه معدومة في ويلز. يوجد صف من أكواخ العمال الريفية، تصور الأثاث المستخدم في الفترة الزمنية من عام 1800 إلى عام 1985.
من عام 1996 إلى عام 2012، استضاف المتحف مهرجان إيفريمان الصيفي للمسرح بعندما تم تغيير موقعه من حدائق ديفرين. أصبح هذا المهرجان، الذي يتضمن مسرحية شكسبير ومسرحية موسيقية وعرض للأطفال، جزءًا من التقويم المسرحي الويلزي منذ تأسيسه في ديفرين في عام 1983.
صُورت مشاهد من حلقتي الطبيعة البشرية وعائلة الدم من مسلسل دكتور هو في المتحف. تم الانتهاء من إعادة بناء «ليسروسير» وفتحها للجمهور في أكتوبر 2018، وهي محكمة تعود القرن الثالث عشر تنتمي لمملكة غوينيد كما وضحت الاكتشافات الأثرية.

### قائمة المباني
| الصورة | الاسم                                                                          | التاريخ                                 | إعادة الإنشاء         | الموقع الأصلي                     | المقاطعة (التاريخية) | السلطة الوحدوية (الحديثة) | الإدراج    |
| ------ | ------------------------------------------------------------------------------ | --------------------------------------- | --------------------- | --------------------------------- | -------------------- | ------------------------- | ---------- |
|        | المدخل الرئيسي والمكاتب الإدارية (ديل أودن من شركة بيرسي توماس لهندسة العمارة) | 1968–74                                 | —                     | سانت فاغنز                        | غلامورغان            | كارديف                    | الدرجة II  |
|        | كنيسة سانت تيلو                                                                | ق. 1100–ق. 1520 (الشكل الحالي: ق. 1520) | 2007                  | لانديلو تاليبونت، قرب بونتاردوليس | غلامورغان            | سوانزي                    |            |
|        | بيت سيليونت الريفي                                                             | بدأت 1470 (الشكل الحالي: 1734)          | 1959                  | كومداودور                         | رادنورشير            | باويس                     | الدرجة II  |
|        | منزل التاجر التيودوري                                                          | القرن السادس عشر                        | 2012                  | هافرفوردويست                      | بيمبروكشاير          | بيمبروكشاير               |            |
|        | بيت مزرعة هندر يويد أوشاف                                                      | 1508                                    | 1962                  | لانجينهافال، قرب لانديرنوغ        | دينبيشير             | دينبيشير                  | الدرجة II  |
|        | بيت مزرعة كاريج فور                                                            | 1544                                    | 1984                  | ونفور                             | كارنارفونشاير        | غوينيد                    |            |
|        | حظيرة سترت ليدان                                                               | ق. 1550                                 | 1951                  | بينلي                             | فلينتشاير            | ريكسام                    | الدرجة II  |
|        | قصر سانت فاغنز                                                                 | 1580                                    | —                     | سانت فاغنز                        | غلامورغان            | كارديف                    | الدرجة I   |
|        | برج الحمام                                                                     | القرن 18                                | —                     | سانت فاغنز                        | غلامورغان            | كارديف                    | الدرجة II  |
|        | إسطبل هندروين                                                                  | ق. 1600                                 | 1982                  | لانروست                           | دينبيشير             | لانروست                   |            |
|        | وُكنة دينبي                                                                     | القرن السابع عشر                        | 1970                  | دينبي                             | دينبيشير             | دينبيشير                  | الدرجة II  |
|        | منزل مزرعة كينيكستون                                                           | 1610                                    | 1955                  | لانجنيث                           | غلامورغان            | سوانسي                    | الدرجة II  |
|        | صهريج الفناء الأمامي الشرقي لقلعة سانت فاغانز                                  | 1620                                    |                       | سانت فاغنز                        | غلامورغان            | كارديف                    | *الدرجة II |
|        | منزل مزرعة أبيرنودويد                                                          | 1678                                    | 1955                  | لانغادفان                         | مونتغمريشاير         | بوويز                     | الدرجة II  |
|        | مَحْدَدَة                                                                          | القرن الثامن عشر                        | 1972                  | لوريغلين                          | مونتغمريشاير         | بوويز                     | الدرجة II  |
|        | مدبغة                                                                          | late 18th century                       | 1968                  | رايادر                            | مونتغمريشاير         | بوويز                     | الدرجة II  |
|        | مصنع اسجير مويل للصوف                                                          | 1760                                    | 1952                  | لانويرتيد                         | بريكنوكشر            | بوويز                     | الدرجة II  |
|        | كوخ لينفادين                                                                   | 1762                                    | 1962                  | روستريفان                         | كارنارفونشر          | غوينيد                    | الدرجة II  |
|        | كوخ نانت والتر                                                                 | ق. 1770                                 | 1993                  | تالاريس، قرب لانديلو              | كارمارثينشر          | كارمارثينشر               |            |
|        | بوابة ساوثجيت للرسوم                                                           | 1772                                    | 1968                  | بينباركو، أبيريستويث              | كارديجانشاير         | كاريديغيان                | الدرجة II  |
|        | كنيسة بن ريوي التوحيدية                                                        | 1777                                    | 1956                  | دري فاش فيليندر                   | كارمارثينشر          | كارمارثينشر               | الدرجة II  |
|        | زريبة كاي أدا                                                                  | 18th–19th century                       | 2003                  | ونفور                             | كارنارفونشاير        | غوينيد                    |            |
|        | حظيرة خنازير                                                                   | ق. 1800                                 | 1977                  | هندري إيفان بروسر                 | غلامورغان            | روندا كينون تاف           |            |
|        | أكواخ حدادي ريديكار                                                            | ق. 1800                                 | 1986                  | ريديكار، ميرثير تيدفيل            | غلامورغان            | مرثير تيدفيل              |            |
|        | بيت مزرعة ليوينييروس                                                           | begun 1820                              | —                     | سانت فاغنز                        | غلامورغان            | كارديف                    | الدرجة II  |
|        | مطحنة الجولق                                                                   | after 1842                              | 1983                  | دول ون                            | دينبيشير             | دينبيشير                  |            |
|        | مطحنة ميلين بومبرين للذرة                                                      | begun 1852                              | 1977                  | كروس إن                           |                      | كاريديغيان                |            |
|        | هايشد                                                                          | 1870                                    | 1977                  | ماينتوروغ                         |                      | غوينيد                    |            |
|        | منزل صيفي                                                                      | ق. 1880                                 | 1988                  | بوت بارك، كارديف                  | غلامورغان            | كارديف                    |            |
|        | متاجر غواليا                                                                   | 1880                                    | 1991                  | اوغمور فالي                       | غلامورغان            | بريدجند                   |            |
|        | مدرسة مايستير                                                                  | in use 1880–1916                        | 1984                  | مايستير، قرب لامبيتر              | كارديجانشاير         | كاريديغيان                |            |
|        | مِنشَرَة                                                                          | 1892                                    | 1994                  | تون روس، قرب لاندديوي بريفي       |                      | كاريديغيان                |            |
|        | متجر تيلور                                                                     | 1896 (extended 1920s)                   | 1992                  | كروس إن                           |                      | كاريديغيان                |            |
|        | مَخزَفة إويني                                                                    | ق. 1900                                 | 1988                  | إويني                             | غلامورغان            | غلامورغان فالي            |            |
|        | مخبز ديروين                                                                    | 1900                                    | 1987                  | شارع ثيسبيان، أبيريستويث          | كارديجانشاير         | كاريديغيان                |            |
|        | حمام                                                                           | ق. 1901–10                              | 1978                  | محطة سكة حديد لاندريندود          | رادنورشاير           | بوويز                     |            |
|        | معهد اوكديل للعمال                                                             | 1916                                    | 1995                  | اوكديل                            | مونماوثشاير          | كيرفيلي                   |            |
|        | ورشة سادلر                                                                     | 1926                                    | 1986                  | سانت كليرز                        | كارمارثينشر          | كارمارثينشر               |            |
|        | مكتب بريد بلانواون                                                             | 1936                                    | 1992                  | بلانوان، بالقرب من ويتلاند        | كارمارثينشر          | كارمارثينشر               |            |
|        | نصب حرب نيوبريدج التذكاري                                                      | 1936                                    | 1996                  | حديقة كاتومان، نيوبريدج           | مونماوثشاير          | كيرفيلي                   |            |
|        | ملجأ أندرسون للغارات الجوية                                                    | ق. 1939–45                              |                       |                                   |                      |                           |            |
|        | منزل سابق التصنيع                                                              | 1948                                    | 1998                  | غبالفا، كارديف                    | غلامورغان            | كارديف                    |            |
|        | منزل المستقبل                                                                  | 2000                                    | —                     | سانت فاغنز                        | غلامورغان            | كارديف                    |            |
|        | منازل برين اير المستديرة من العصر الحديدي                                      |                                         | 2015 (إعادة تشييد)    |                                   |                      |                           |            |
|        | ورشة عمل                                                                       | 2016 (افتتح 2018)                       | —                     | سانت فاغنز                        | غلامورغان            | كارديف                    |            |
|        | ديوان ليزليوالن الملكي من القرن الثالث عشر                                     | ق. 1200                                 | 2016–18 (إعادة تشييد) | روسير                             | أنغلسي               | أنغلسي                    |            |
|        | فندق الفولكان                                                                  | 1853                                    | قيد العمل             | آزامزداون، كارديف                 | غلامورغن             | كارديف                    |            |

### معروضات ثانوية

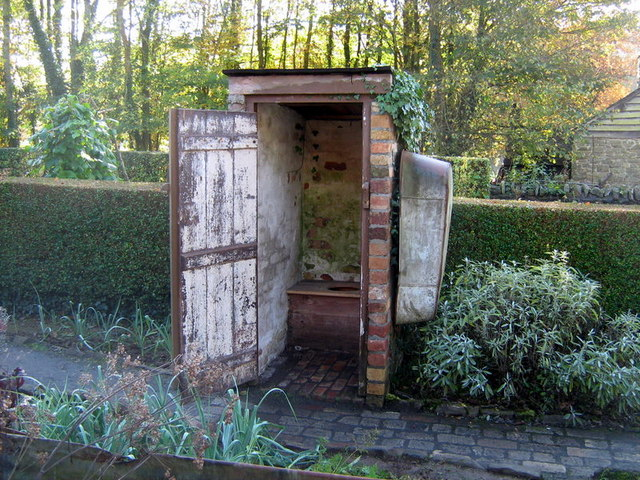
تيباخ (بيت صغير) حمام في حديقة أكواخ حدّادي ريدكار.
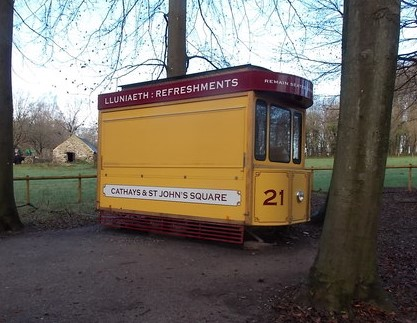
كشك كارديف للمرطبات

## تطويرات أخرى
- سيتم إعادة بناء فندق الفولكان في الموقع. يقع الفندق في الأصل في شارع آدم في كارديف، وافتُتح لأول مرة في عام 1853. أغلق في مايو 2012 وفُكِك عام 2013 ليتم تخزينه. من المأمول إنشاء المبنى كما كان يبدو في عام 1915.[26]
- إعادة بناء مركز الشرطة الفيكتوري من تافز ول، روندا سينون تاف.[27]
- اُعلن عام 2012 عن إعادة بناء محطة سكة حديد راغلان في المتحف.[28]